# Samoorganizující neuronová síť

Trénování samoorganizující sítě s čtvercovou topologií, červené body jsou vstupní vzory, nabalující na sebe během učení tmavé body sítě, která se tak přizpůsobuje vstupním datům.

Samoorganizující síť (Self-Organizing Map, SOM) neboli Kohonenova mapa je typ dvouvrstvé dopředné umělé neuronové sítě pracující na principu učení bez učitele. Vynalezl ji finský vědec Teuvo Kohonen. Neurony této sítě jsou prostorově uspořádány a mají definováno okolí, tj. své nejbližší neurony. Jako jejich topologická struktura se obvykle používá dvojrozměrná obdélníková nebo hexagonální oblast. Jeden krok učení vypadá tak, že se síti předloží vstupní vzor, nalezne se jemu nejbližší tzv. gain neuron, pomocí tzv. laterální inhibice, který vyhrává soutěž (kompetici) o předložený vstupní vzor a poloha tzv. váhového vektoru tohoto neuronu i neuronů z jeho topologického okolí se upraví tak, aby tyto vektory ležely o něco blíže předloženému vstupnímu vzoru. Během postupného předkládání vstupních vzorů se umístění váhových vektorů neuronů distribuuje do vstupních dat a tuto distribuci promítá do typicky dvojrozměrného prostoru své mřížky.

## Užití

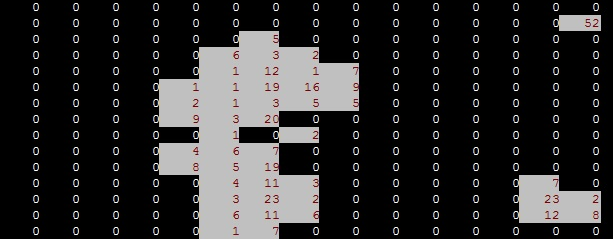
Kohonenova mapa roční historie znázorňující rozmístění objektů charakterizovaných typem dne v týdnu, tj. pracovní den, sobota, neděle.

Síť se užívá k shlukové analýze (segmentaci) n - rozměrných dat. Kohonenovu mapu, popisující rozložení jednotlivých prvků dat (n - složkových vektorů) v n - rozměrném prostoru, lze číst jako mapu krajiny s vyznačenými kótami, vyjadřujícími nadmořskou výšku daného místa v krajině, tj. počet kopců v krajině (ostrovů v moři) značí počet shluků prvků dat a vrcholy kopců (ostrovů) pak značí středy shluků dat. Každému okótovanému místu v krajině odpovídá váhový n - složkový vektor, přičemž váhové vektory jsou v daném prostoru rozloženy dle stejné distribuční funkce, podle jaké jsou rozloženy v prostoru prvky dat (viz obrázek).